# 鄧策勳
鄧策勳（？—？），江西省修水縣黃沙鄉彭橋人，原籍銅鼓縣。民國37年（1948年）在江西省修水縣當選候補國民大會代表，民國77年（1988年）3月11日總統令修正「國民大會代表選舉罷免法」暨「國民大會代表選舉罷免法施行條例」，並廢止「第一屆國民大會代表出缺遞補補充條例」，停止代表遞補，同日（民國77年3月11日）江西省修水縣的鄧策勳成為最後一位遞補的第一屆國民大會代表。

## 生平[3]
幼時過繼給彭橋張源里鄧品山為嗣，讀完小學後升入江西省劍聲中學，畢業後任修水梯雲小學教員、校長，後任修水縣政府建設科科長、修水縣三青團幹事長，縣參議會副議長、江西省財政廳督導員等職。1950年去台後任台灣某縣中學教員，在台病故。